# Hespèrion XXI

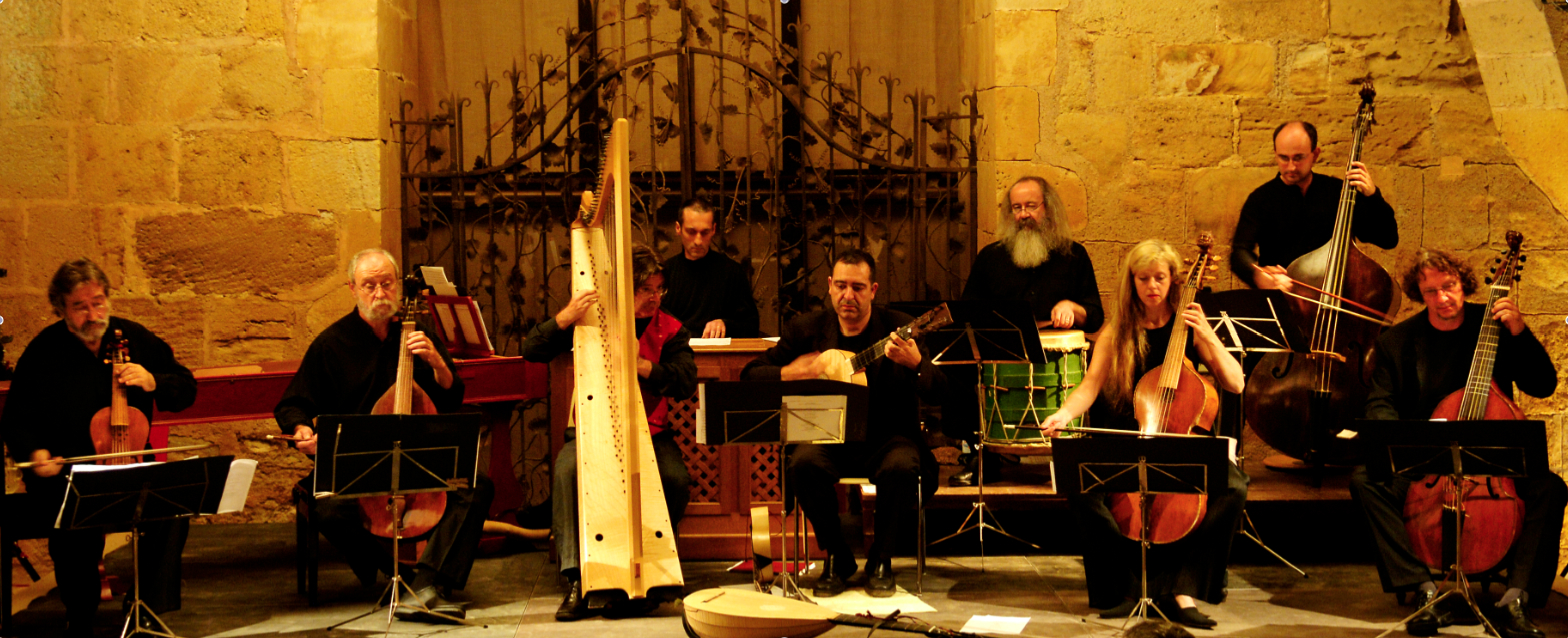
Hespèrion XXI's viol consort

Hespèrion XXI é um grupo internacional de música antiga. Foi formado em Basileia, Suíça, em 1974, como Hespèrion XX pelo diretor musical espanhol Jordi Savall (tocando instrumentos de cordas, particularmente a viola da gamba), Montserrat Figueras (soprano), Lorenzo Alpert (flauta, percussão) e Hopkinson Smith (instrumentos de corda). Especialmente conhecido por seus estudos de música antiga espanhola - do século XVI e XVII.

## Prémios
- Grand Prix de l'académie du Disque Français
- Edison-Preis Amsterdam
- Grand Prix du Disque
- Grand Prize of the Japanese Recording Academy
- Cannes Classic Award
- Diapason d'Or
- Grand Prix FNAC
- Giorgio Gini Foundation Prize

## Discografia selecionada
- 2006 - Orient-Occident, Alia Vox
- 2004 - Isabel I: Reina de Castilla, Alia Vox
- 2002 - Ostinato, Alia Vox
- 2000 - Diáspora Sefardí, Alia Vox